# Nazzareno Allegra
Nazzareno Allegra I (Messina, 6 marzo 1889 – Messina, 30 ottobre 1974) è stato un allenatore di calcio e calciatore italiano, di ruolo attaccante, attivo nei primi anni del XX secolo.

## Carriera
Allenò il Messina, che in quegli anni cambiò diverse denominazioni; nella stagione 1921-1922 giocò per la prima volta in 1ª Divisione. Partecipò alla Coppa Lipton nel 1910 e 1912. È il fondatore della Storica Maglia Biancoscudata o biancostemmata del Messina.

## Fonti
- https://ufubboll.blogspot.com/2018/08/la-centenaria-storia-della.html?m=1
- http://web.tiscali.it/campionidelmessina/campioni/cartelle/Allegra.htm
- http://web.tiscali.it/Messinastory/allenatori/tabelle/allegra.htm